# Шлойзінген
Шлойзінген (нім. Schleusingen) — місто в Німеччині, розташоване в землі Тюрингія. Входить до складу району Гільдбурггаузен.
Площа — 36,82 км2. Населення становить 10 620 ос. (станом на 31 грудня 2021).